# Coșteiu de Sus, Timiș
Coșteiu de Sus este un sat în comuna Margina din județul Timiș, Banat, România. Se situează la limita estică a județului Timiș. Are haltă proprie la calea ferată Lugoj-Ilia. Distanța pe cale ferată până la Făget, cel mai apropiat oraș, este de 16 km. Față de municipiul Lugoj distanța pe cale ferată este de 56 km.

## Etimologie
De-a lungul timpului satul s-a numit: Lucacești la 1548, Custely la 1597, Ksztyul, Kussesdi la 1717, Kostye și Kostey în 1890-1900

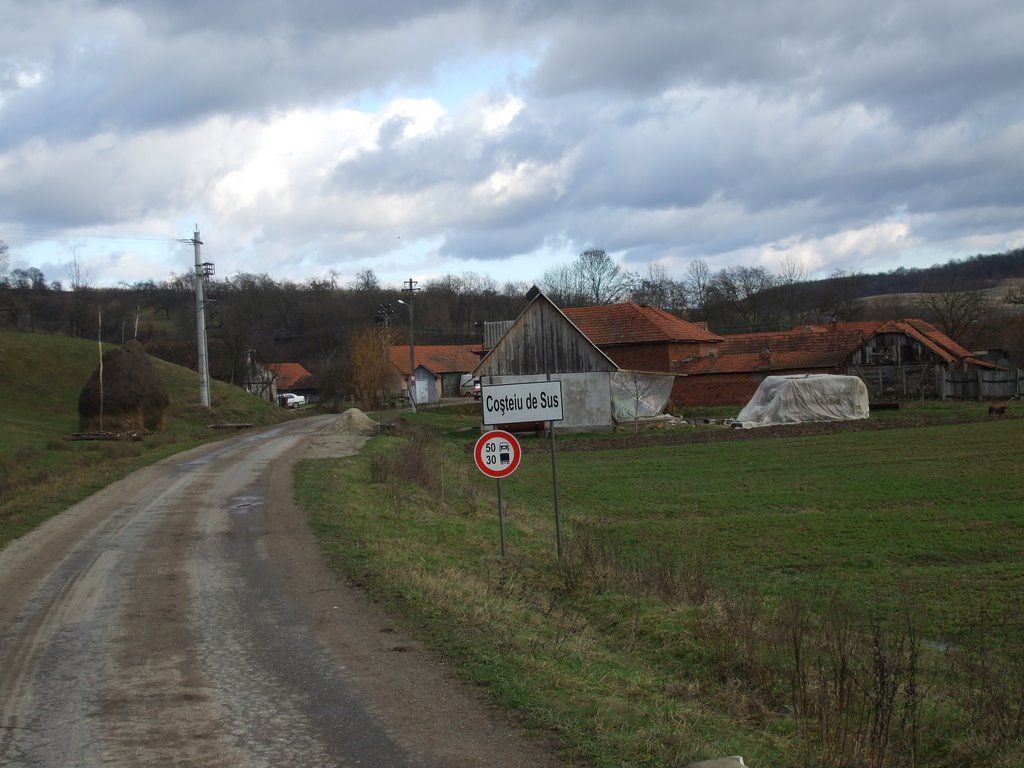
Coșteiu de Sus

1900.

## Populația

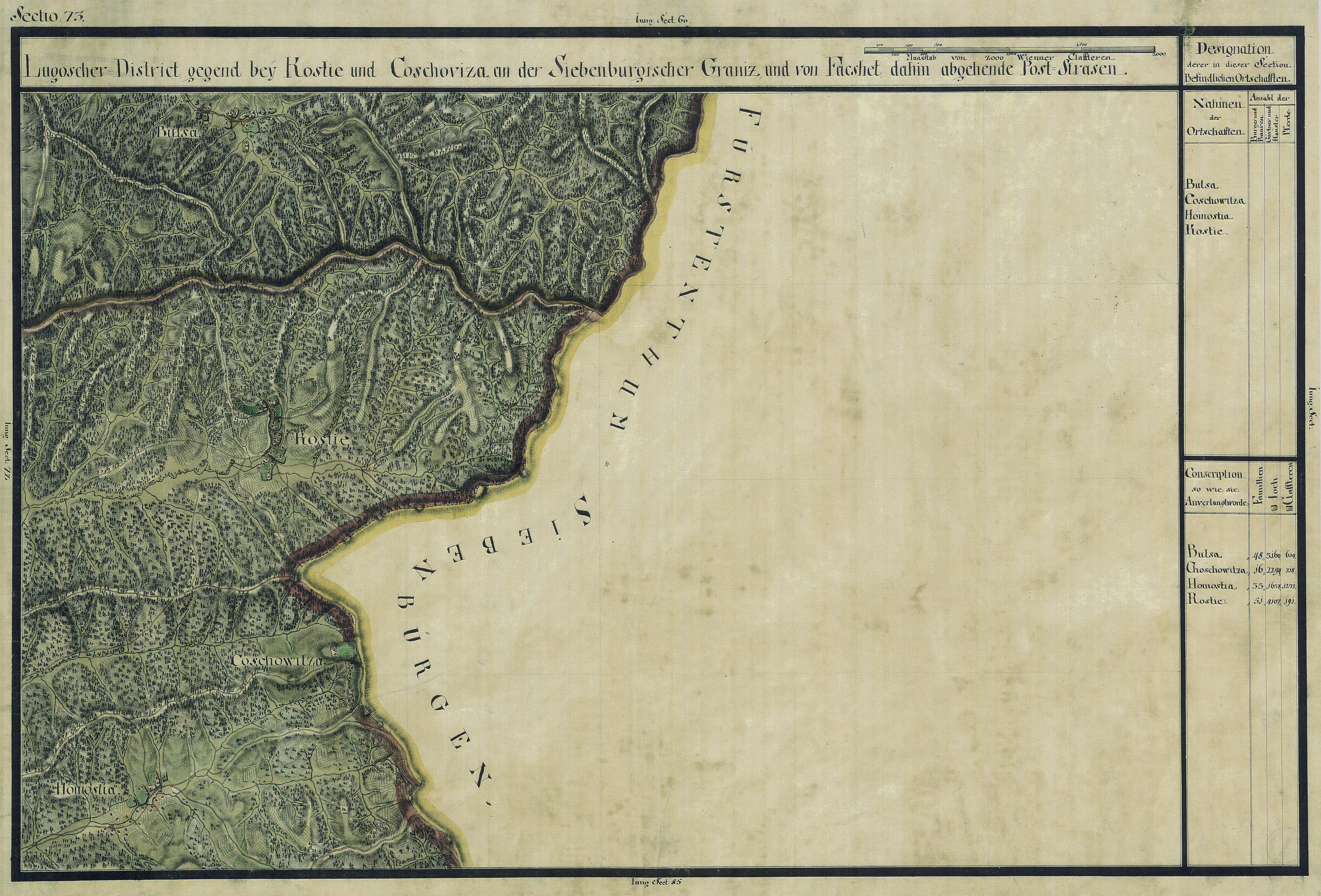
Coșteiu de Sus în Harta Iosefină a Banatului, 1769-72